# Pidhaitsi
Pidhaitsi (tiếng Ukraina: Підгайці) là một thành phố của Ukraina. Thành phố này thuộc tỉnh Ternopil. Thành phố này có diện tích ? km2, dân số theo điều tra dân số năm 2001 là 3280 người.